# 우주 비행의 날

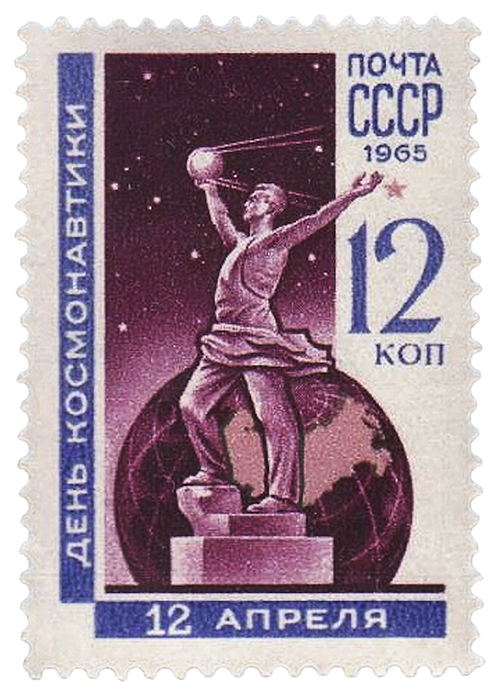

우주비행술의 날(러시아어: День космона́втики)은 인류 최초의 궤도 비행을 기념하여 러시아의 공휴일로, 매년 4월 12일에 해당한다. 이 기념일은 1962년 4월 9일 소련에 의해 제정되었다.

## 같이 보기
- 유리스 나이트